# Daniela Gioria
Daniela Gioria (Borgomanero, 4 luglio 1979) è un'ex giocatrice di beach volley e pallavolista italiana.
Inizia la carriera professionistica nella pallavolo nel 1995 e viene convocata nella Nazionale juniores di pallavolo nel 1996-1997.
Nel 2006 lascia la pallavolo accettando la convocazione della Nazionale di beach volley partecipando alle prime tappe internazionali e con Giulia Momoli si laurea Campionessa Italiana nel 2007.
Assieme a Giulia Momoli arriva a classificarsi alla 15ª posizione nel WT Ranking Mondiale FIVB 2009, arrivando ad occupare la 11° posizione nel piazzamento del Ranking Olimpico nel 2011..
Nel giugno 2015 lascia la sua carriera sportiva professionale e inizia ad esercitare la professione di psicologa.

## Carriera sportiva

### Pallavolo
Inizia la carriera professionistica nel 1996 in serie B2 nell'Omegna pallavolo con cui lo stesso anno vince il campionato di categoria salendo in B1 e si laurea Campionessa Italiana Under 18 a Follonica insieme alla future campionesse Natalia Viganò, Eleonora Lo Bianco e Paola Cardullo.
Nell'estate del 1996 arriva la prima convocazione per la Nazionale Juniores.
- Nel 1997 partecipa al campionato di B1 e si laurea per la seconda Campionessa Italiana Under 18 a Reggio Emilia. Nell'estate del 1997 arriva la seconda convocazione per la Nazionale Juniores per i collegiali in preparazione al Mondiale di categoria di Ankara. Durante un allenamento è vittima di un brutto infortunio al ginocchio e all'alluce che la terrà lontana dai campi per due stagioni.
- Lascia la pallavolo per alcuni anni e rientra nel 2002 nel campionato di seria A2 nella Millenium Mazzano di Brescia, con cui c'entra le finali play off per salire in A1 classificandosi al seco posto.
- Nel 2004 gioca nel Caoduro Cavazzale in serie A2.
- Nel 2005 gioca nella Burro Virgilio Gabbioli Curtatone. Durante l'estate del 2005 viene convocata dalla Nazionale di Beach Volley e per la prima volta mette piede sulla sabbia.
- Nel 2006 nella pausa invernale della Nazionale di Beach Volley, gioca per i tre mesi invernali nella Magic Pack Esperia Cremona in serie A2, per poi abbandonare la pallavolo e dedicarsi esclusivamente al Beach Volley.

### Beach volley
- Nell'estate 2006 decide di dedicarsi unicamente al beach volley in coppia con Giulia Momoli, vincendo la medaglia di bronzo al campionato italiano e partecipando ad alcune tappe del World Tour in coppia con la stessa Momoli, con Diletta Lunardi, con Lucilla Perrotta, e con Daniela Gattelli con la quale guadagna il primo risultato di rilievo nella sua carriera internazionale, il 9º posto a Porto Santo, Portogallo nel settembre 2006.
- Nel 2007 dopo le due tappe di apertura del World Tour in coppia con Lucilla Perrotta, decide di correre per la qualificazione olimpica ai giochi di Pechino 2008 in coppia con Giulia Momoli.

Si laureano Campionesse d'Italia di Beach Volley sulla spiaggia di Ostia nello stesso anno, centrando tre 17º posti al World Tour e finendo 43º nel ranking mondiale.
- Nel 2008 collezionano nelle loro 17 presenze al World Tour un 17º, due 13º, quattro 9º posti ed un 7º posto a Sanya, Cina.

Mancano la qualificazione olimpica, guadagnano il 3º gradino del podio nel Campionato Italiano e a fine anno vengono allontanate dalla Nazionale.
- Dal 2009, sempre con Momoli, è parte di una coppia di libere professioniste che rappresentano l'Italia nei tornei internazionali. Salgono sul secondo gradino del podio nel Campionato Italiano, giocano 5 tappe del campionato Europeo e raggiungono il 5º posto alla finale di Soči, giocano 11 tappe del World Tour (quattro 9º, un 13º, tre 17º) raccogliendo la miglior prestazione per l'Italia ad un Grand Slam nella storia del Beach Volley maschile e femminile, ovvero il 5º posto a Marsiglia nel luglio dello stesso anno. A fine stagione occupano la 20ª posizione nel ranking mondiale FIVB, rappresentando da allora la coppia italiana con il più alto punteggio nel ranking mondiale sia tra le coppie femminili che maschili.
- Nel 2010 giocano e vincono le prime due tappe del Campionato Italiano a Pescara e a Maratea, finendo quarte alla terza tappa di Milano. Conducono la classifica del campionato italiano con 640 punti. In giugno giocano e vincono la tappa del Campionato Svizzero a Locarno. Hanno finora 6 presenze al World Tour raccogliendo due 25º posti (Shanghai e Grande Slam di Roma) due 17º posti (Grande Slam di Stavanger e Grande Slam di Gstaad), un 9º posto a Seoul e un 9º posto al Grande Slam di Mosca. A causa di una frattura composta al mignolo della mano destra durante un incontro disputato l'8 luglio al Grande Slam di Gtaad, Daniela ha dovuto ricorrere ad un riposo forzato.

Nelle ultime fasi della stagione centrano un 13º posto a Sanya - Cina - e terminano la stagione 2010 con un ottimo 9º posto a Pukhet - Thailandia. Con 9 tornei su 15 disputati sono la 27º coppia al Mondo con 1500 punti.

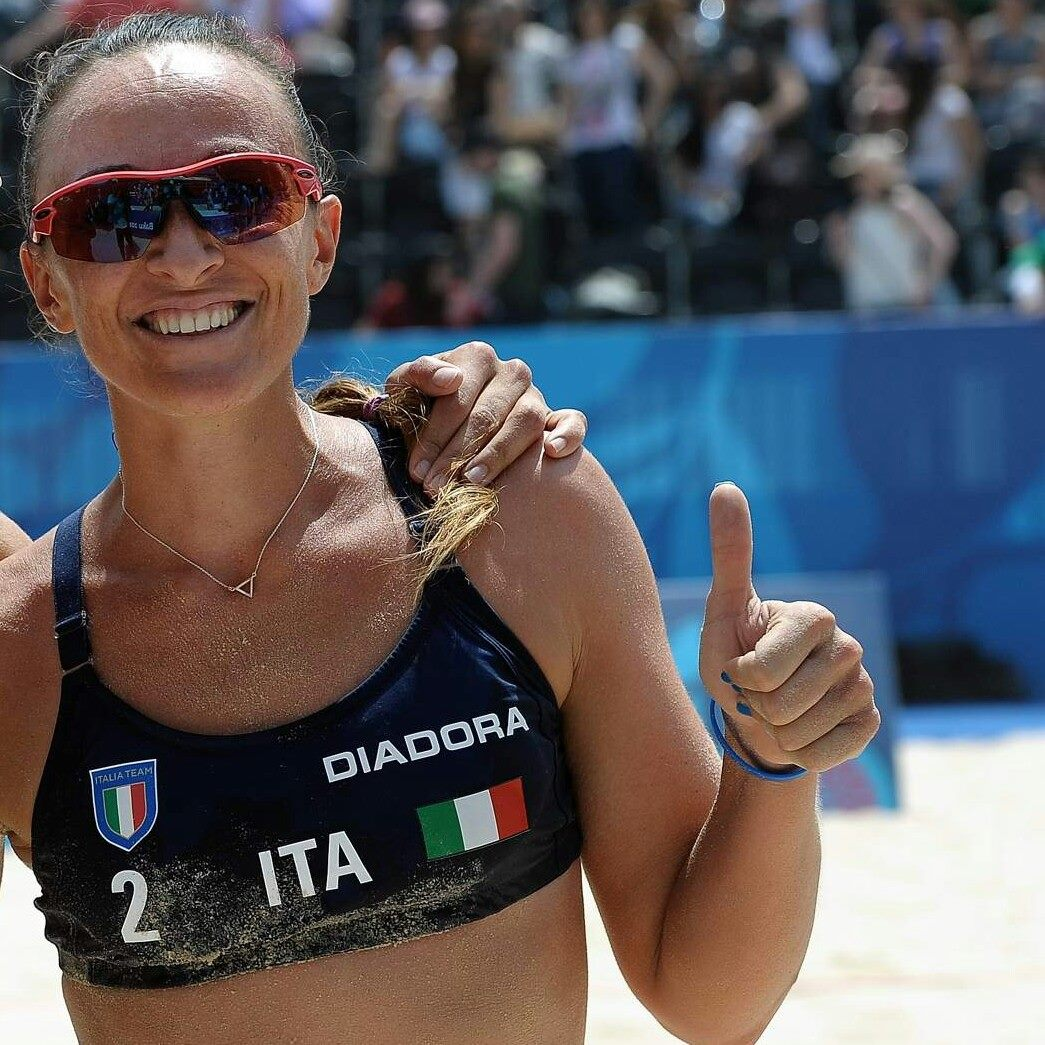
In Nazionale di beach volley

- Nel 2011 affronta le tappe del World Tour valide per la qualificazione olimpica con Giulia Momoli
  - A Brasilia nel torneo d'apertura del circuito internazionale di Beach Volley centrano il Main Draw partendo dalle qualificazioni e terminano con un 25º posto.
  - A Sanya mancano la qualificazione al Main Draw perdendo il secondo match ad eliminazione diretta, terminando pertanto al 33º posto.
  - A Shanghai entrano direttamente nel Main Draw essendo la coppia seed [25] e terminano il torneo al 17º posto.
  - A Mysłowice partendo dalle qualificazioni centrano il Main Draw e con 3 vittorie e 2 sconfitte terminano al 17º posto.
  - A Bibione vincono il torneo Beach Volley Marathon nella categoria 2x2 femminile.
  - Nel primo Grand Slam della stagione a Pechino negli impianti dove si sono disputate i Giochi della XXIX Olimpiade, partendo dalle qualificazioni [Q8,25] con cinque vittorie e due sconfitte (l'ultima contro le campionesse del mondo, le statunitensi Kessy-Ross) guadagnano il miglior risultato stagionale, ovvero il 9º posto, che le proietta tra le migliori venti coppie del mondo.
  - A Roma presso gli impianti del Foro Italico nei Campionati del Mondo 2011 rappresentano la seconda coppia italiana [14] del torneo, non superano la fase a gironi per soli tre punti e si fermano al 33° posto.
  - Nel secondo Grand Slam della stagione a Stavanger, Norvegia, vincono per la prima volta in carriera la fase a gironi guadagnando direttamente gli ottavi di finale dove si arrendono alla coppia Greca, conquistando così il 9° posto. Con 5 vittorie di fila su 6 match (83%), 10 set vinti e 3 persi, firmano la miglior prestazione stagionale partendo dalle qualifiche [Q7, 25] e raggiungendo il primo posto nella pool.
  - Nel terzo Grand Slam della stagione a Gstaad, Svizzera, centrano la qualificazione con due vittorie, ma non superano la fase a gironi. Curiosità: la disposizione del tabellone ha voluto che Giulia e Daniela si scontrassero come l'anno precedente contro le spagnole Baquerizo-Fernandez. Nel 2010 vinsero 2-0, ma la partita costò il mignolo a Daniela, che fu costretta a fermarsi tre mesi. Nel 2011 perdono 2-1, terminando così al 25° posto.
  - Nel quarto Grand Slam della stagione a Mosca dopo aver approfittato di un posto nel Main Draw come "lucky looser" si devono accontentare di un 17° posto dovuto ad un forfait contro le brasiliane Salgado a causa di un infortunio al ginocchio di Giulia (distrazione al legamento collaterale interno). Afferrano momentaneamente 16° posto, ultimo valido per la qualificazione olimpica.
  - Dopo due settimane di stop e due tornei non disputati si qualificano direttamente al Main Draw nel Grand Slam d'Austria a Klagenfurt. Nonostante abbiano portato al set di spareggio sia le forti sorelle brasiliane Salgado che le ex Campionesse del Mondo, le americane Kessy-Ross, non riescono a superare la fase a gironi e concludono con un 25° posto.
  - A Kristiansand disputano la Finale del Campionato Europeo terminando al 9° posto. Curiosità: il girone che le ha viste partecipi ospitava 4 tra le migliori dieci squadre in Europa.
  - Ad Aland ottengono il 17° piazzamento, sconfitte dalle belghe Gielen-Mouha.
  - Nel penultimo appuntamento stagionale del World Tour a The Hauge nei Paesi Bassi, concludono con un importante 13° piazzamento.
  - A settembre vengono riconvocate in Nazionale dopo 3 anni, per rappresentare l'Italia nella Continental Cup, valida per l'assegnazione della qualificazione olimpica. Assieme alle Campionesse Europee Greta Cicolari-Marta Mengatti, Giulia e Daniela conquistano la finale avendo la meglio sulla Spagna e costringono la Germania al Golden Set, la quale vince lasciando all'Italia la piazza d'onore. Questo secondo posto permette la qualificazione diretta alla semifinale della European Continental Cup in Svizzera.
- Nel 2012 affronta le tappe del World Tour valide per la qualificazione olimpica con Giulia Momoli.
  - Ad aprile, dopo un periodo di allenamento con la nazionale a Rio de Janeiro si trasferiscono a Brasilia per la prima tappa del World Tour 2012. Partendo dalle qualificazioni, entrano nel main draw grazie a due vittorie, per poi completare il torneo al 25° posto.
  - A Sanya sono qualificate direttamente nel main draw, e dopo due belle vittorie (una contro le dirette avversarie per la qualificazione olimpica, le belghe Gielen - Mouha) sono sconfitte dalla più quotata coppia di casa e dalla coppia Australiana. Terminano il torneo al 9° posto, importante risultato che porta la coppia a 2000 punti nell'Olympic Ranking.

Occupa la 15ª posizione mondiale con 300 punti nel WT Ranking FIVB (con 2 partecipazioni su 2 tappe), e con Giulia Momoli rappresenta ad oggi la seconda coppia italiana a livello nazionale ed internazionale. Occupa la 19ª posizione del Ranking Olimpico
- Nel 2013 cambia compagna e forma una nuova coppia con Laura Giombini con la quale vince la Medaglia di Bronzo ai Giochi del Mediterraneo di Mersin, si laurea Vice campionessa italiana dietro la coppia Marta Menegatti - Victoria Orsi Toth chiudendo il circuito Mondiale al 23º posto.
- Nel 2014 sempre con Laura Giombini, dopo un buon avvio di stagione che le vede stabilmente nel Main draw del World Tour a seguito di varie problematiche interrompono la stagione a giugno dello stesso anno. Vincono poi la medaglia di Bronzo alla Finale del Campionato Italiano e finiscono la loro partnership al torneo Cev di Baku con un 9º posto.
- Nel 2015 partecipa alla prima edizione degli European Games di Baku in coppia con Giulia Momoli classificandosi 17º.

## Vita privata

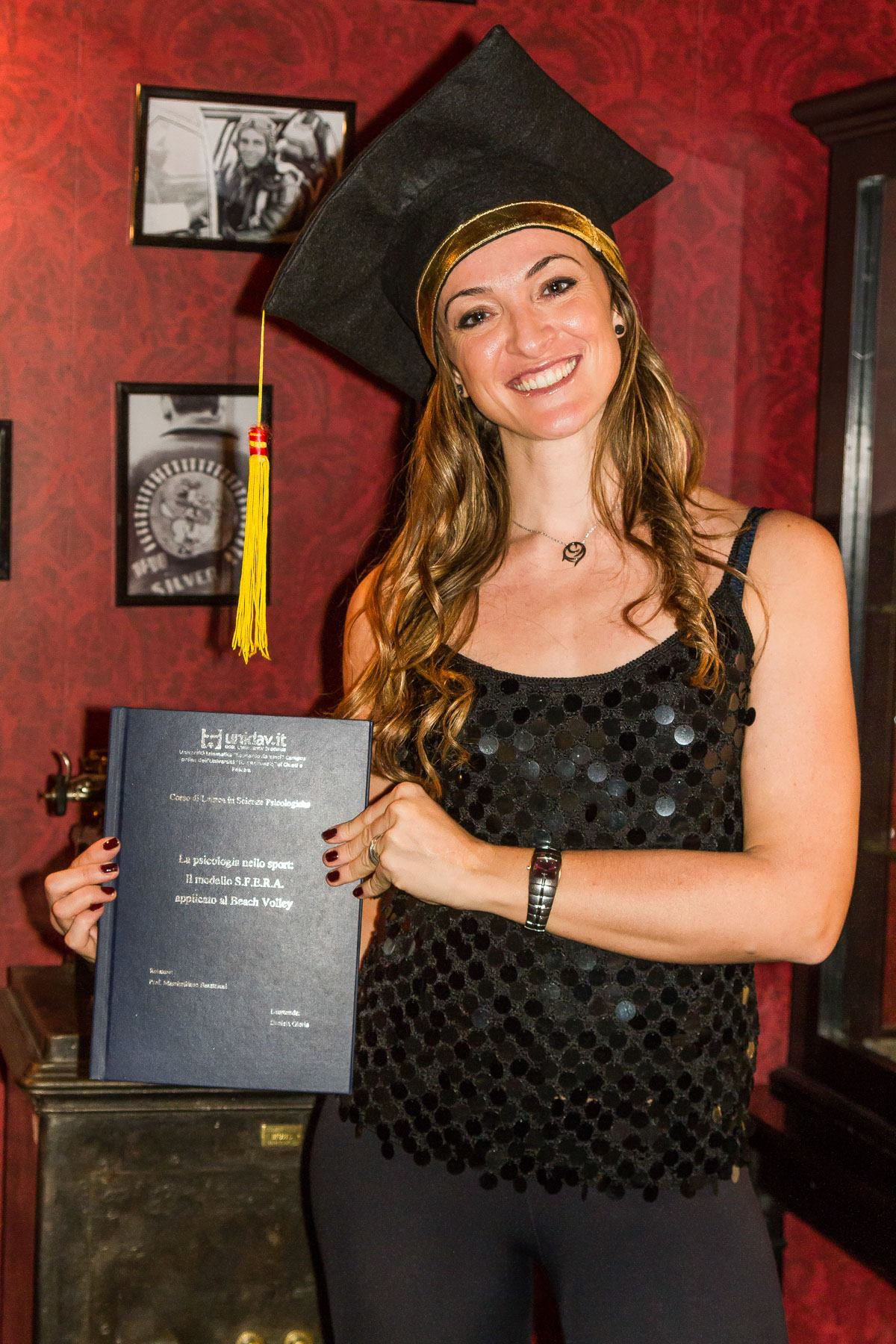
Daniela Gioria laureata

Si laurea nel novembre 2014 in scienze psicologiche presso l'Università di Torino con una tesi sulla psicologia dello sport dal titolo: "La psicologia nello sport: il modello S.f.e.r.a. applicato al Beach volley". Presso la medesima università consegue, nel novembre 2016, la laurea magistrale in psicologia con la tesi "Psicologia dello Sport e Ipnosi: ricerca e intervento". Conclude la carriera sportiva nel giugno del 2015 e diventa psicologa.

## Onorificenze
Nell'anno 2005 riceve dal Comitato olimpico nazionale italiano la Medaglia d'argento al valore atletico.